# 四只猫

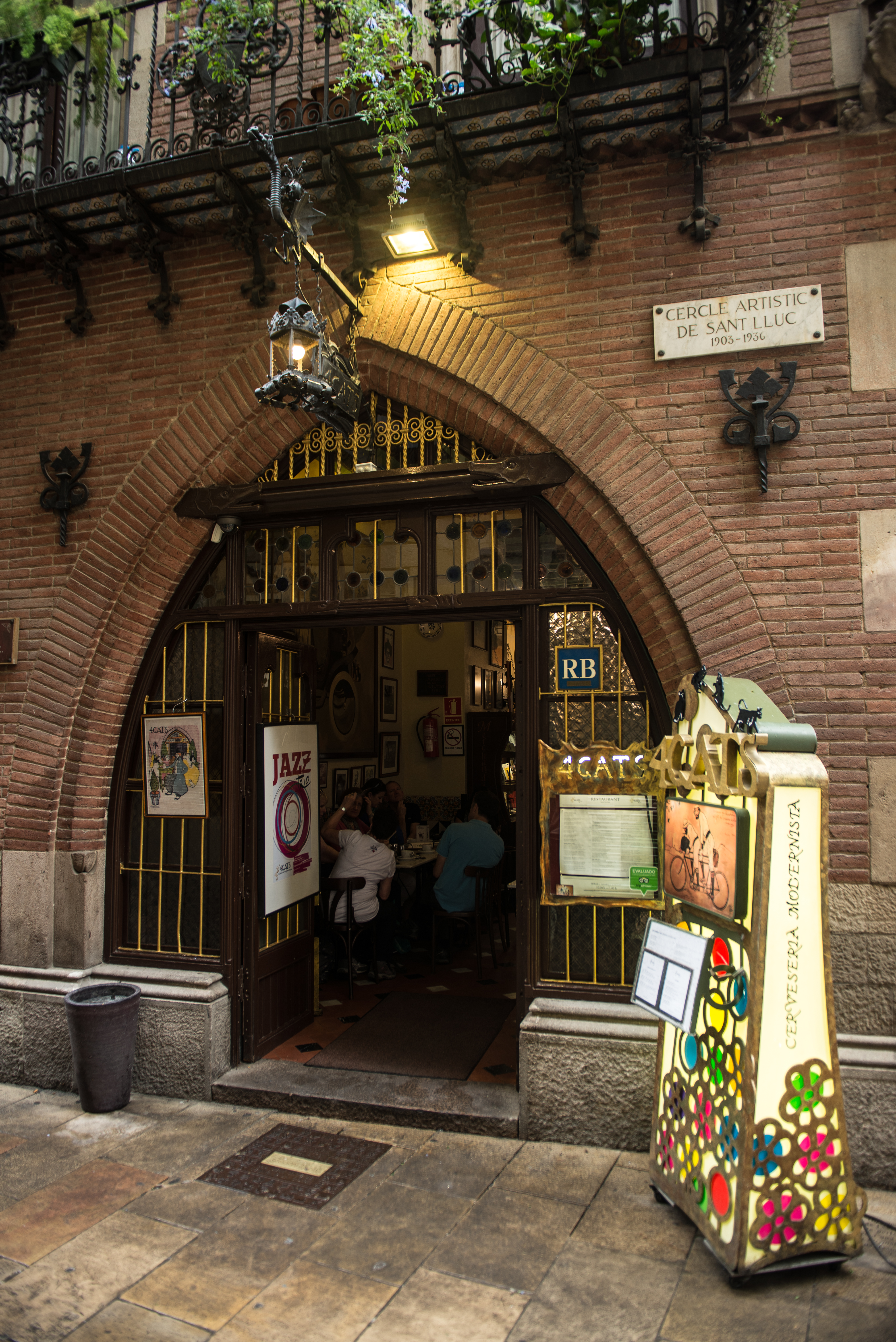
四只猫入口

四只猫（加泰罗尼亚语为 Els Quatre Gats）是巴塞罗那的一个咖啡馆，位于巴塞罗那老城Montsió街（Carrer Montsió）3号的马蒂之家（Casa Martí），由建筑师Josep Puig i Cadafalch 於 1895 年设计，四只猫於1897年6月12日开业，也充当宾馆，夜总会，酒吧和餐厅。四只猫曾是加泰隆尼亞現代主義的主要中心之一。艺术家拉蒙·卡萨斯曾大笔资助这个咖啡馆。帮助拉蒙·卡萨斯经营四只猫的是佩雷·罗梅乌。
四只猫是茶话会（tertulias）遗产的继承者，巴塞罗那艺术家的团聚地点，而灵感也来自巴黎的黑猫夜总会（Le Chat Noir），在此举办艺术展览，文学和音乐会议，有时还有木偶和皮影戏表演。 毕加索在其艺术生涯的早期，曾频繁光顾四只猫酒吧-餐馆，他的第一次个人作品展就是在此举行的，而且，还为四只猫酒店制作宣传海报 (後来成为菜单的封面)。在以前的收藏作品中，最突出的是一幅卡萨斯自画像，描绘他抽着烟斗，同时与罗梅乌脚踏双人自行车，现在这些画作都收藏在加泰罗尼亚国家艺术博物馆(MNAC )里。 
1903年，罗梅乌因为债务而结束了酒吧。后来由圣卢克艺术圈（Cercle Artístic de Sant Lluc）使用，直到1936年西班牙内战开始。1978年西班牙民主转型期间，一个餐厅集团使四只猫得到恢复，1989年重新开放。
和黑猫一样，四只猫在1899年尝试出版自己的文学和艺术杂志，对此卡萨斯作出了重大贡献。虽然为时短暂（只有15期），但很快接着又出了，其寿命略微长于酒吧本身，后来是Forma（1904年至1908年）。Pèl & Ploma赞助了一些著名的艺术展览，包括卡萨斯自己深受欢迎的第一次个展，汇集了他的油画作品回顾展，以及当时巴塞罗那著名文化人物的木炭素描。